# 247-й Окремий батальйон Сил територіальної оборони (Україна)
247-й окремий батальйон 127-ї окремої бригади Сил територіальної оборони (247 ОБ ТрО 127 ОБр СТрО) — кадроване формування Сил територіальної оборони Збройних сил України у місті Харкові

## Формування батальйону
Після озброєного російського вторгнення на суверенну територію України 24 лютого 2022 року, було прийняте рішення про створення  247 батальйону територіальної оборони міста Харкова у складі 127 окремої бригади територіальної оборони у травні 2022 року на підставі директиви Головнокомандувача Збройних Сил України. Більш ніж 70 відсотків особового складу є добровольцями.

## Діяльність 247 батальйону сил ТрО
Батальйон брав участь у звільненні населених пунктів Липці, Глибоке (Харківський район) та Стрілеча. На даний час батальйон виконує завдання з охорони державного кордону у північній частині Харківської області.

## Структура
- управління

- від 4 до 6 рот (включаючи стрілецькі, але не обмежуючись)

- рота забезпечення

- інформаційно-телекомунікаційний вузол

- медичний пункт

- інші підрозділи

Батальйон отримує озброєння від Збройних Сил України, та також фінансується з бюджету держави. Додатковими джерелами фінансування та постачання обладнання є приватні пожертвування, підтримка волонтерського руху, благодійні фонди та допомога бізнесменів.
Комплектування батальйону особовим складом та його подальша діяльність здійснюються на основі законодавства України і документів Міністерства оборони України та Генерального штабу Збройних Сил України.

## Дивись також
- 127-ма окрема бригада територіальної оборони (Україна)
- Сили територіальної оборони Збройних сил України